# Melanotus brunniopacus
Melanotus brunniopacus là một loài bọ cánh cứng trong họ Elateridae. Loài này được Kishii miêu tả khoa học năm 1989.